# 防府天滿宮
防府天滿宮（ほうふてんまんぐう）是位在日本山口縣防府市的神社。舊社格為縣社（現神社本廳的別表神社）。日本最初的天滿宮。主祭神是學問之神菅原道真。防府天滿宮和北野天滿宮、太宰府天滿宮並稱為日本三大天神。

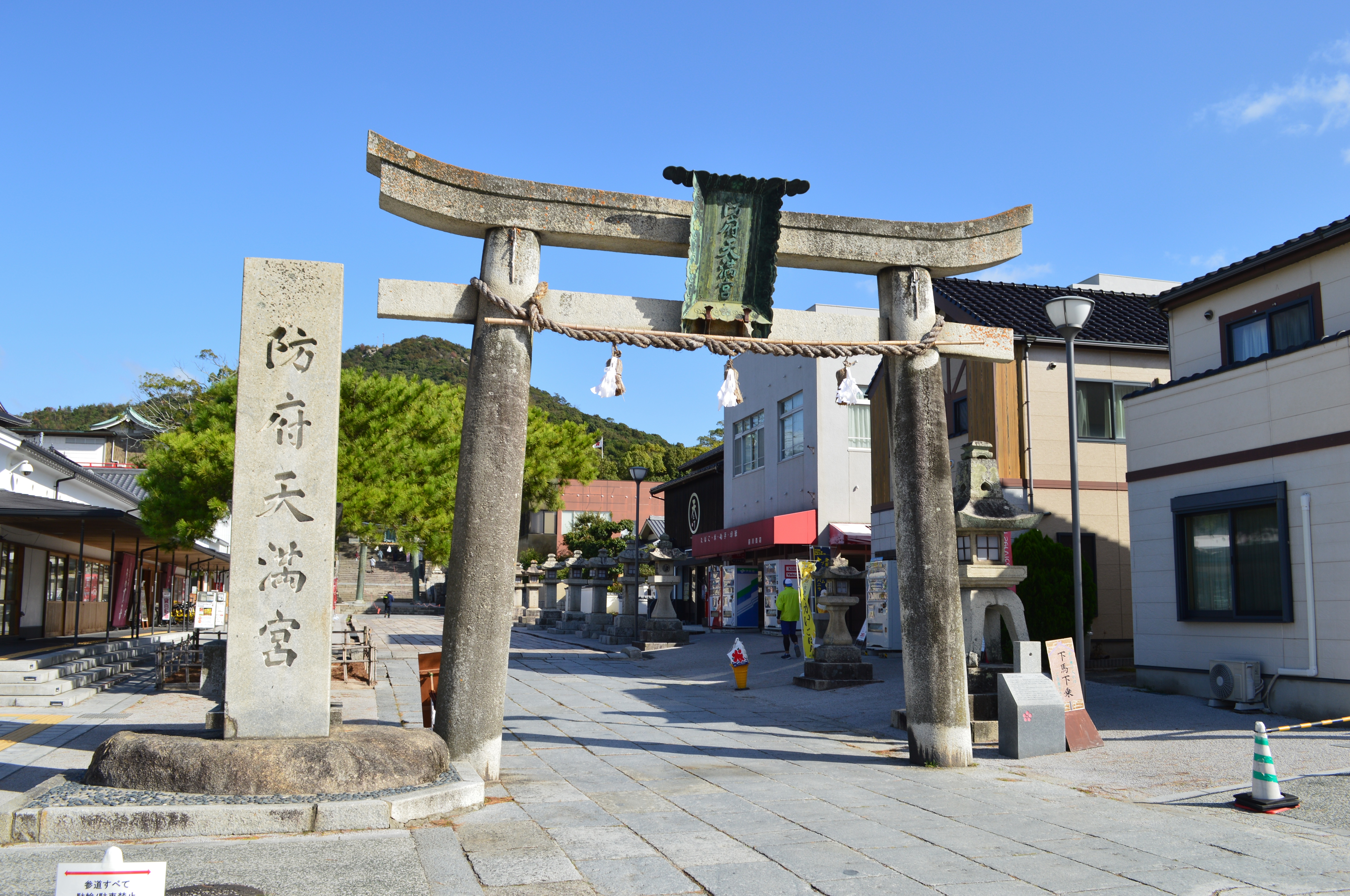
大鳥居

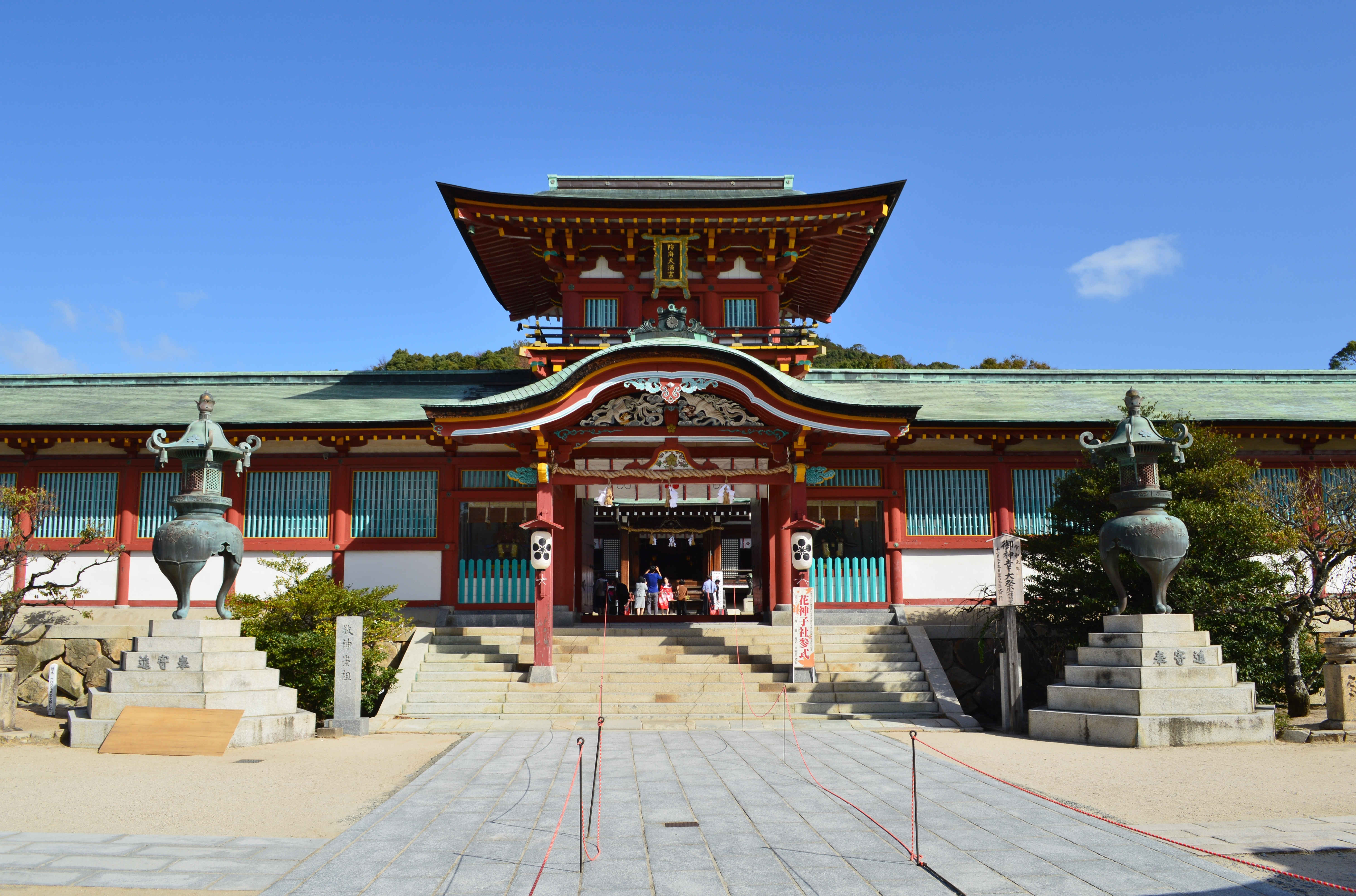
樓門

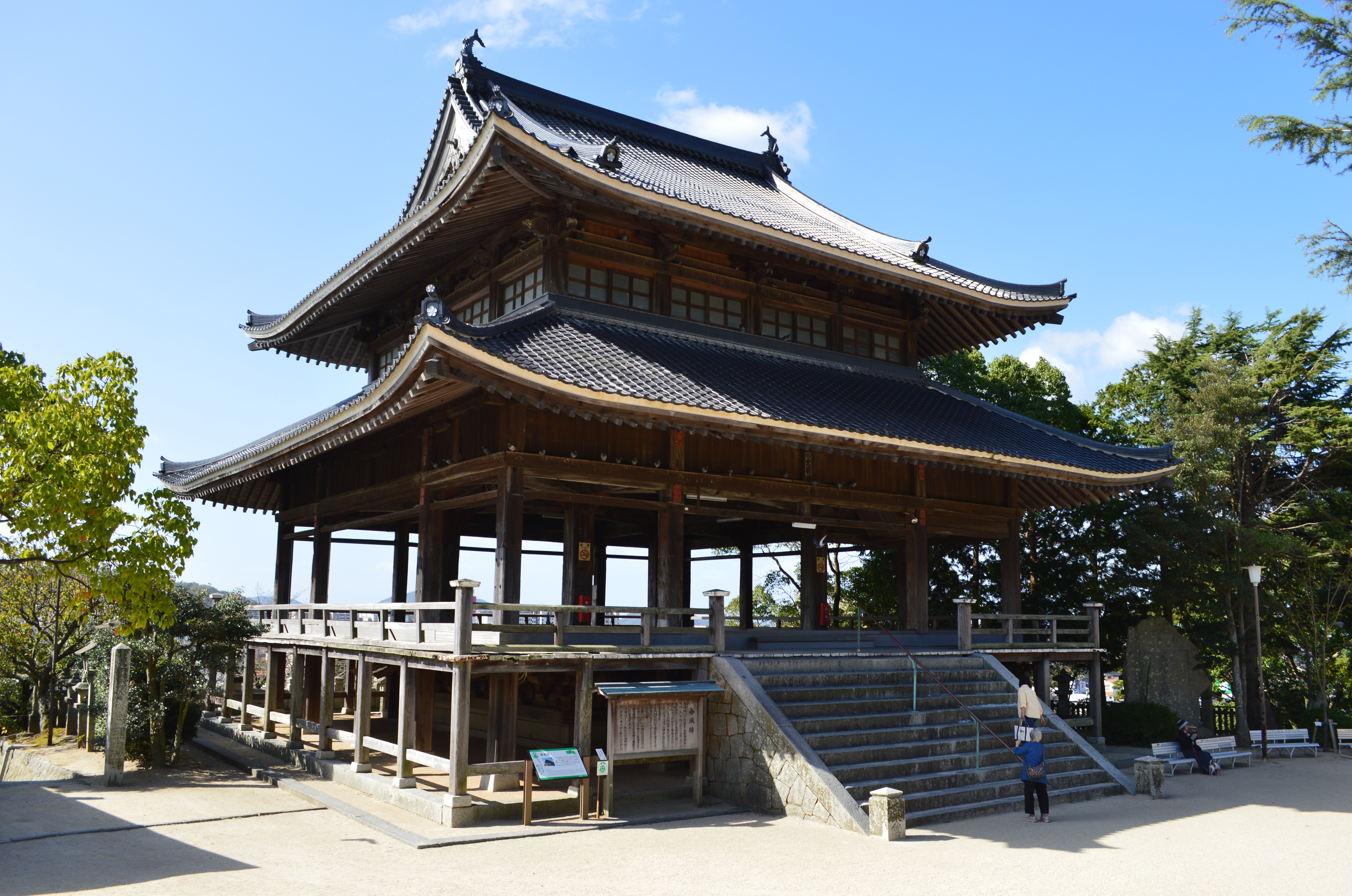
春風樓

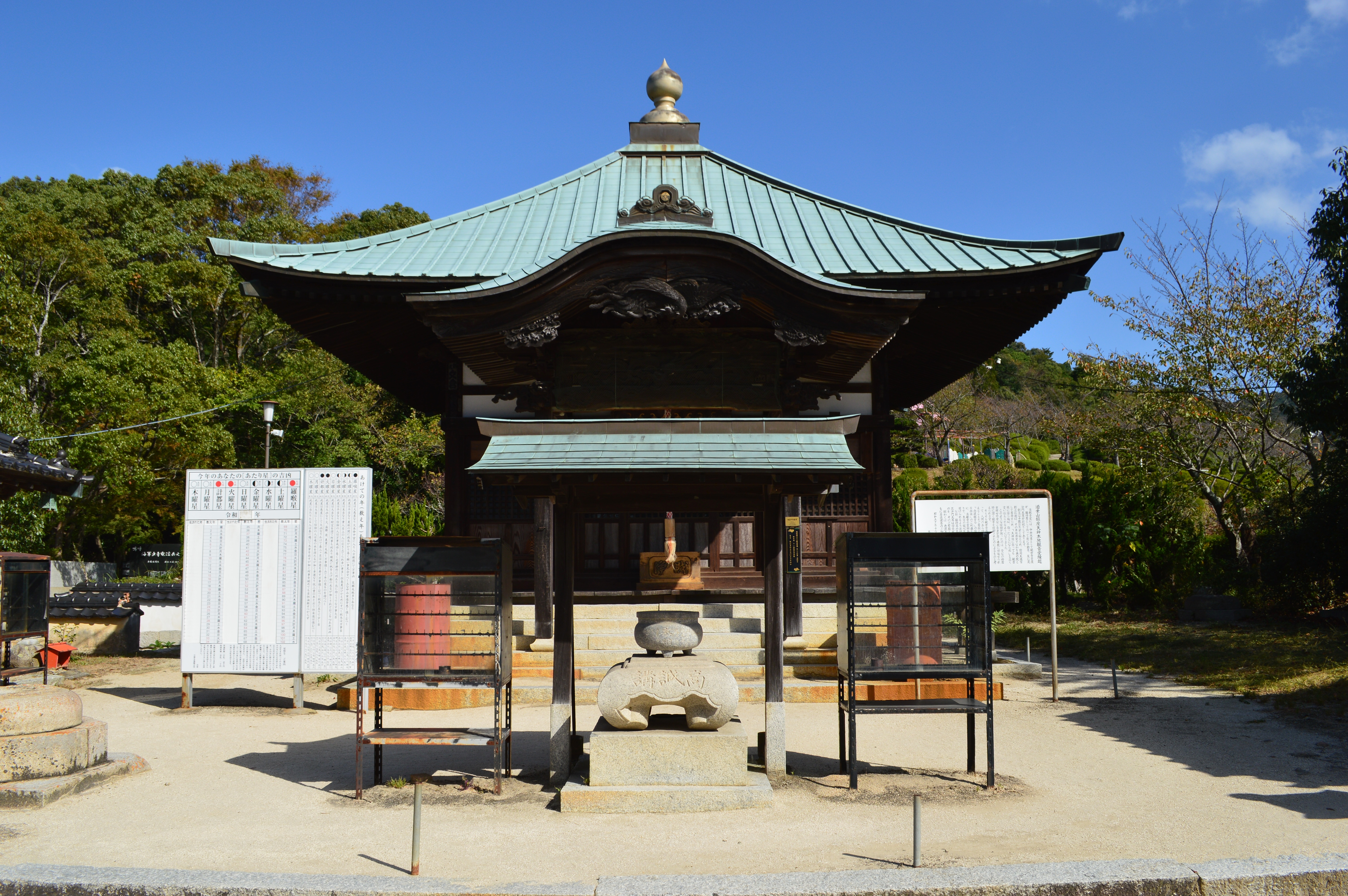
觀音堂

## 關連項目
- 天滿宮
- 天神信仰

## 外部連結
- 防府天滿宮 （页面存档备份，存于）

34°3′47.8″N 131°34′26.6″E / 34.063278°N 131.574056°E